# Ralph Lysyshyn

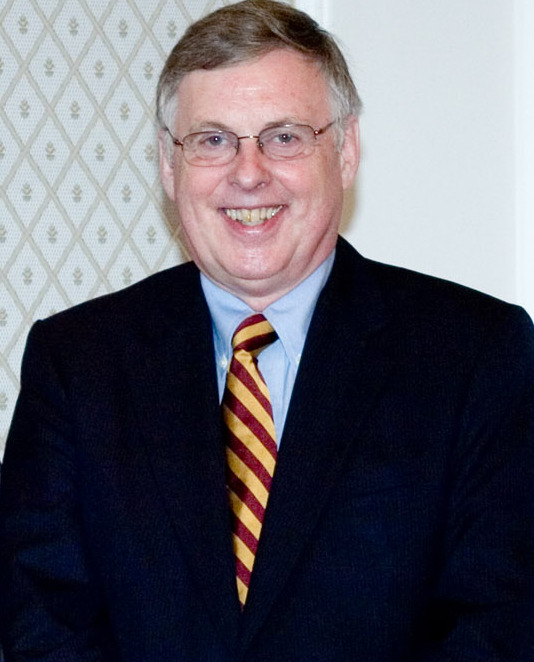
2007

Ralph J. Lysyshyn (* 25. Juli 1946 in Canora, Saskatchewan) ist ein kanadischer Botschafter.

## Leben
Lysyshyn studierte bis 1969 an der McGill University, Montreal erhielt 1971 den Master of Arts für englische Literatur an der University of Alberta, wo er 1972 in englischer Literatur promovierte. Von 1969 bis 1972 war er Wissenschaftliche Hilfskraft am Lehrstuhl für englische Literatur der University of Alberta und trat 1973 in den auswärtigen Dienst und wurde im Department of Foreign Affairs and International Trade (DFAIT, Außenministerium) in Ottawa, in der Abteilung Politik beschäftigt.
- Von 1973 bis 1974 wurde er in der Abteilung Osteuropa beschäftigt.
- Von 1974 bis 1976 durchlief er in Moskau die Karriere vom Botschaftssekretär dritter Klasse zum Botschaftssekretär zweiter Klasse.
- Von 1976 bis 1978 leitete er die Abteilung Osteuropa im DFAIT.
- Von 1978 bis 1979 war er als Berater für die Regierung von Pierre Trudeau.
- Von 1979 bis 1982 leitete er die Kanzlei der kanadischen Botschaft in Lagos.
- Von 1982 biw 1986 war er Botschaftsrat in Washington.
- Von 1986 bis 1990 leitete er die Abteilung Rüstungskontrolle und Abrüstung  im DFAIT.
- 1986 und 1989 leitete er zwei Arbeitsgruppen zum Thema Ost-West-Beziehungen.
- 1990 leitete er eine internationale Arbeitsgruppe zur kanadischen Sicherheitspolitik in Ottawa.
- Von 1990 bis 1992 war er stellvertretender Leiter der kanadischen Delegation bei der ersten Runde der Verhandlungen zum Vertrag über den Offenen Himmel in Ottawa. Diese Delegation leitete er bei den Schlussverhandlungen in Wien.
- Von 1990 bis 1994 war er Stellvertreter des Ständigen Vertreters der kanadischen Delegation bei der NATO, Brüssel.[1]
- Von 1994 bis 1998 leitete er die Abteilung International Security & Arms Control im DFAIT. 1996 gab es in Ostzaire einen Aufstand der Tutsis gegen das Regime von Mobutu Sese Seko. Die Resolution 1018 der Vereinten Nationen sanktionierte eine militärische Humanitäre Intervention in Zaire. Die kanadische Regierung bot am 12. Oktober 1996 an, die Leitung der Militärverbände, die in Zaire intervenierten zu übernehmen. Ralph J. Lysyshyn war bei diesem Einsatz der Stellvertreter des Leiters Paul Heinbecker. Die Intervention dauerte bis zum 31. März 1997.
- 1997 leitete Ralph J. Lysyshyn die kanadische Delegation bei den Verhandlungen zum Treaty on Antipersonnel Landmines (Vertrag über Antipersonenminen) in Oslo.
- Ralph J. Lysyshyn war Generalsekretär der Konferenz, auf welcher diese Verträge namensgebend in Ottawa 1997 unterzeichnet wurden.[2][3]

Botschaftertätigkeit in Warschau, Moskau, Minsk, Jerewan, und Taschkent.

## Veröffentlichungen
- The Nuclear Non-proliferation Regime: Today and Into the 1990s. In: Alex Morrison (Hrsg.): Nuclear Strategy in the Nineties: Deterrence, Defence and Disarmament. Canadian Institute for Strategic Studies, Toronto.
- Open Skies Ahead. In: NATO Review. 40, Nr. 1, Februar 1992, S. 23 ff. (J.: Das Regime „Offene Himmel“ rückt näher. In: Nato Brief. 40 Jg., Nr. 1; 1992, S. 23–26).
- mit Robert J. Lawson, Mark Gwozdecky, Jill Sinclair: The Ottawa Process and the International Movement to Ban Anti-Personnel Mines.